# Island Air
Pour les articles homonymes, voir WP.
Island Air (Code AITA : WP ; code OACI : MKU) est une ancienne compagnie aérienne qui était basée à Hawaï.

## Histoire
En 1980, Princeville Airways (devenue Island Air) a été créée par Consolidated Oil and Gas (basée au Colorado), comme une filiale de COG et débuta la desserte entre Princeville (sur Kauai) et Honolulu avec deux Dash-6 Twin Otter. Au début de 1987, sa flotte était devenue de 8 Twin Otter. En mai 1987, elle est achetée par Aloha AirGroup, le propriétaire d'Aloha Airlines et rebaptisée Aloha IslandAir, Inc. avec deux avions supplémentaires. En 1992, la compagnie a enregistré Island Air comme son nom commercial (son nom légal restant Aloha IslandAir). En 1995, elle acheta un Dash-8 de Havilland (37 sièges). En décembre 2003, un accord fut signé entre Gavarnie Holding, LLC, une société familiale et Aloha AirGroup afin de faire d'Island Air la troisième plus grande compagnie indépendante. Le 11 mai 2004, l'achat est effectué et Aloha IslandAir devient Hawaii Island Air, Inc., sous le nom de marque commerciale Island Air.
Le 10 novembre 2017, elle cesse toute activité pour cause de faillite.

### Identité visuelle (logo)

Logo d'Island Air de 2006 à juillet 2012
Logo d'Island Air de juillet 2012 à janvier 2014
Logo d'Island Air depuis janvier 2014

## Destinations
Island Air desservait 7 destinations sur les différentes îles d'Hawaï.

### Hawaï
| - Honolulu - Kahului | - Kailua-Kona - Kapalua | - Lanai - Lihue | - Molokai |

## Flotte
À sa fermeture en 2017, Island Air exploitait les appareils suivants,.

### Flotte historique
- ATR 72-212
- Bombardier Dash 8-100
- Bombardier Dash 8-Q200

## Partenariats
Island Air a eu des accords de partage de codes avec les compagnies aériennes suivantes:
| - Continental Airlines | - Hawaiian Airlines | - United Airlines |

## Galerie

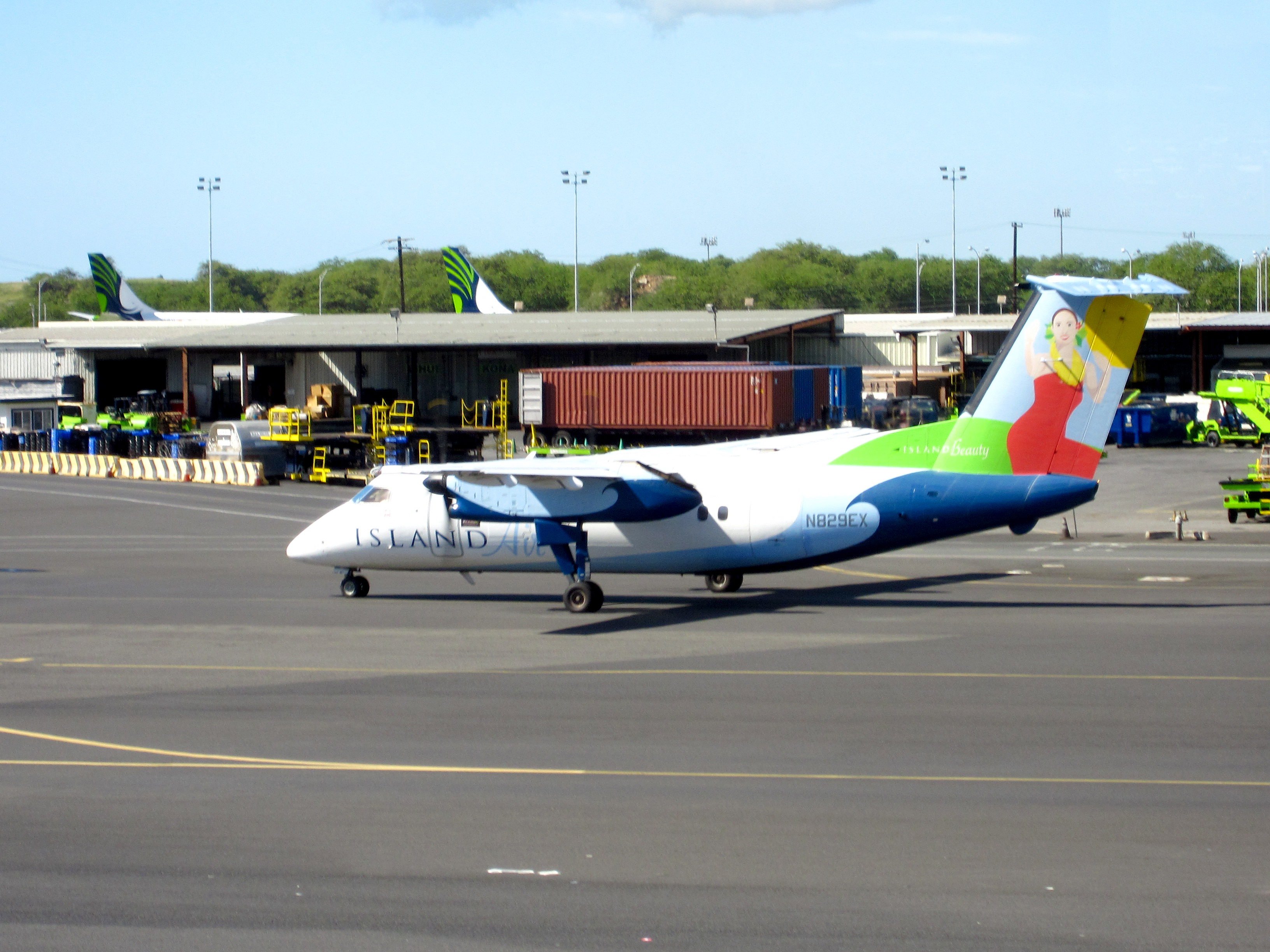
Bombardier Dash 8 à HNL
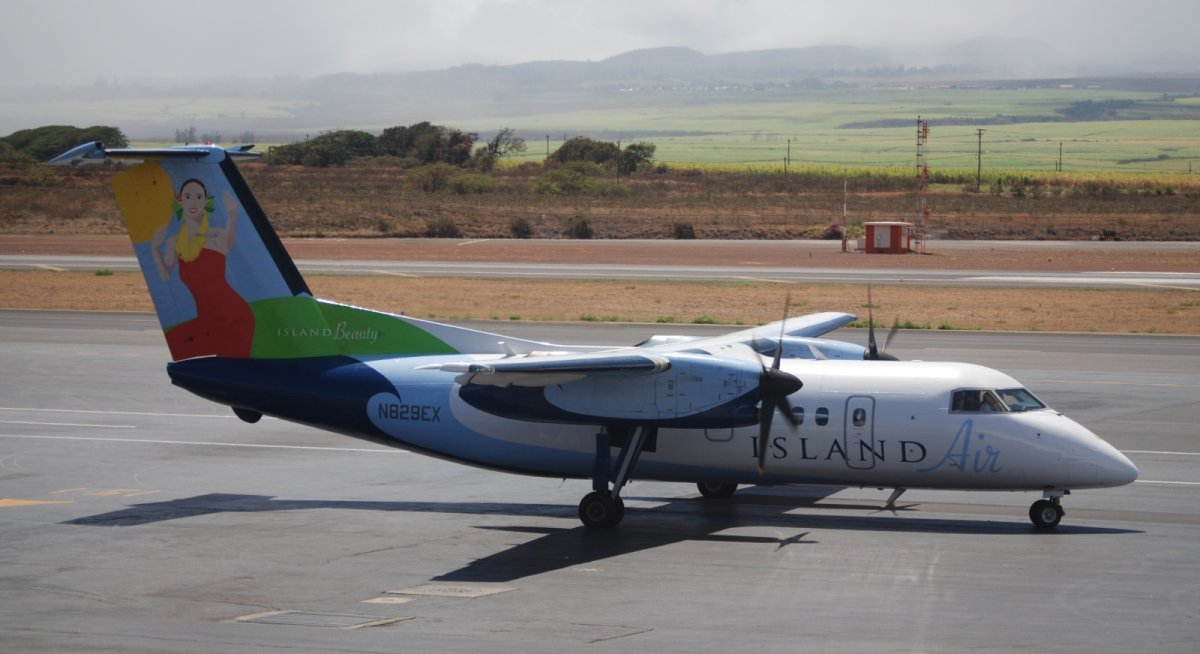
Bombardier Dash 8 à OGG
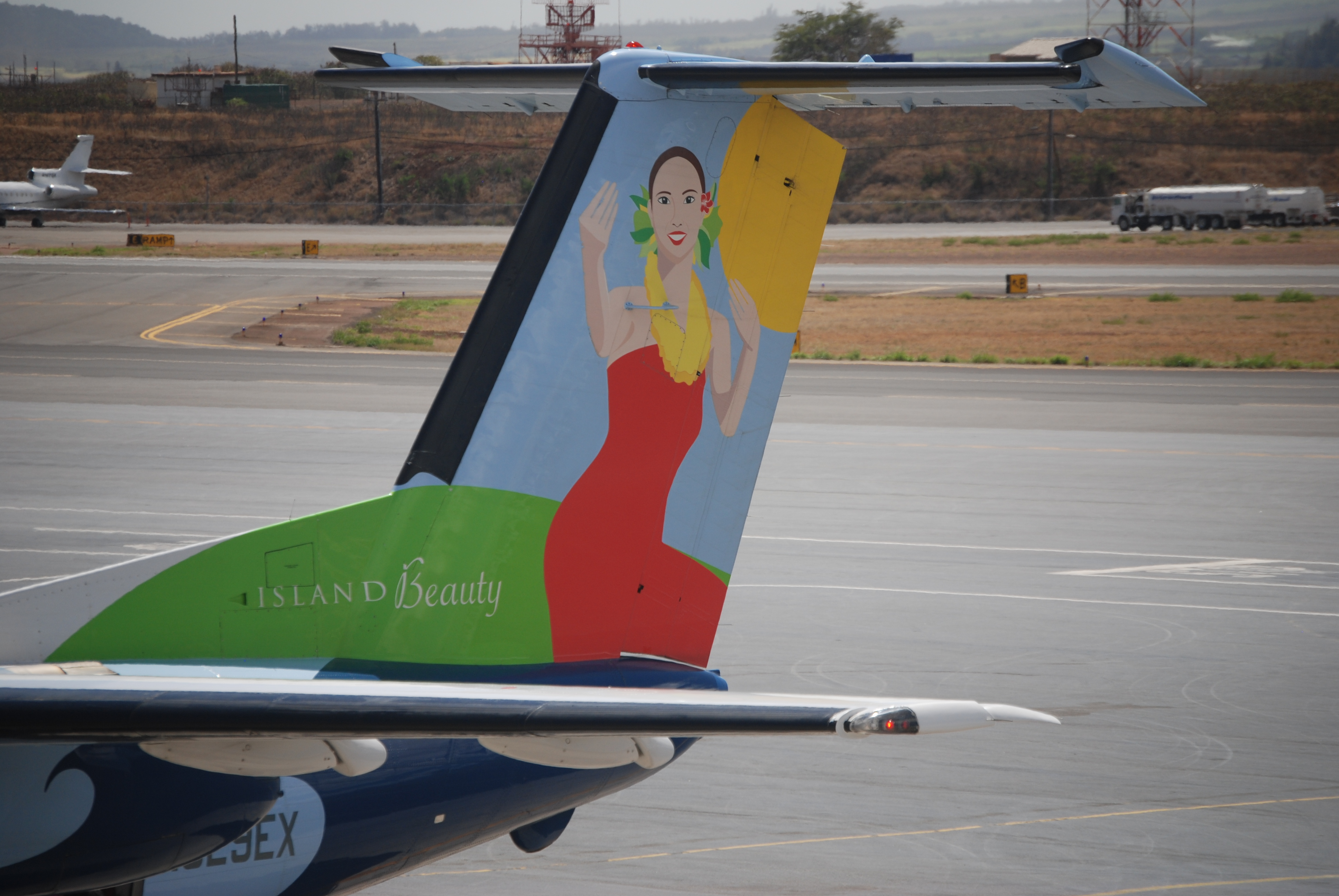
Livrée d'Island Air sur l'empennage
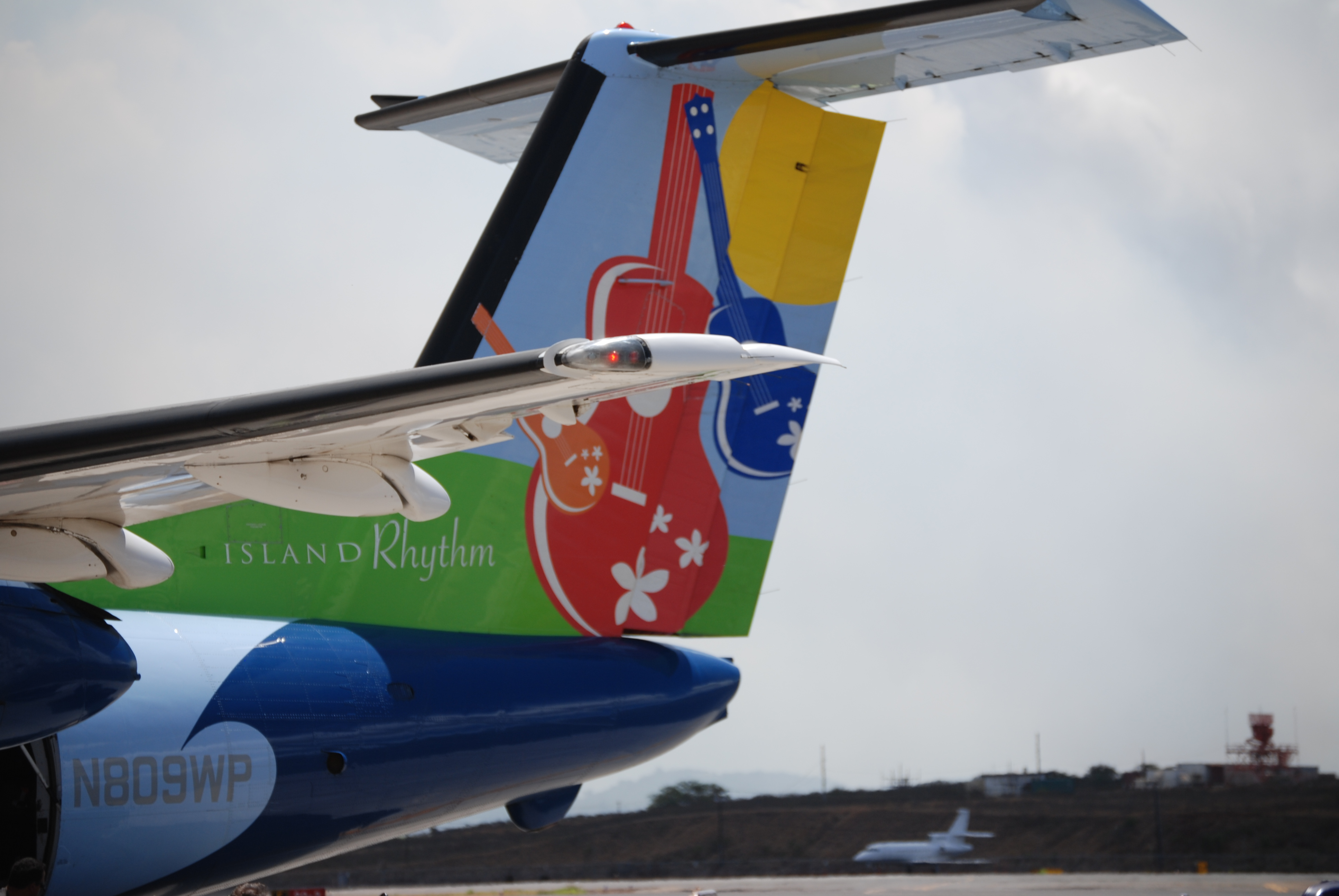
Livrée d'Island Air sur l'empennage